# La Laguna de Tesia
La Laguna de Tesia är en ort i Mexiko.   Den ligger i kommunen Navojoa och delstaten Sonora, i den nordvästra delen av landet, 1 400 km nordväst om huvudstaden Mexico City. La Laguna de Tesia ligger 46 meter över havet och antalet invånare är 237.
Terrängen runt La Laguna de Tesia är platt. Runt La Laguna de Tesia är det ganska glesbefolkat, med 36 invånare per kvadratkilometer. Närmaste större samhälle är Navojoa, 8,4 km sydväst om La Laguna de Tesia. Omgivningarna runt La Laguna de Tesia är i huvudsak ett öppet busklandskap.